# Páramo del Sil
Páramo del Sil est une commune espagnole (municipio) de la comarque de El Bierzo dans la province de León, communauté autonome de Castille-et-León.

## Sports
Le village de Santa Cruz del Sil accueille la Carrera Alto Sil, épreuve de skyrunning, en mars depuis 2009.